# Saint-Pierre-de-Chevillé
Saint-Pierre-de-Chevillé är en kommun i departementet Sarthe i regionen Pays de la Loire i nordvästra Frankrike. Kommunen ligger i kantonen Château-du-Loir som tillhör arrondissementet La Flèche. År 2022 hade Saint-Pierre-de-Chevillé 339 invånare.

## Befolkningsutveckling
Antalet invånare i kommunen Saint-Pierre-de-Chevillé
| Referens: INSEE |